# La Tour sombre (roman)
Révélation
Pour les articles homonymes, voir La Tour sombre.
La Tour sombre (titre original : The Dark Tower) est un roman de l'écrivain américain Stephen King paru aux États-Unis le 21 septembre 2004 et publié en français le 27 septembre 2005. Il s'agit du septième tome et la conclusion de la série homonyme La Tour sombre, la suite directe du Chant de Susannah. Il a remporté le prix British Fantasy en 2005.

## Résumé
Jake Chambers et le Père Callahan pénètrent dans le restaurant Le Cochon du Sud qui cache en fait un conclave de vampires et de suppôts du Roi Cramoisi et où est retenue Susannah, de l'autre côté de la porte entre New York et Fedic. Après un combat épique, Callahan comprend qu'ils vont succomber sous le nombre et se sacrifie pour donner à Jake le temps de s'enfuir. Pendant ce temps, Mia, désormais physiquement séparée de Susannah, donne naissance à Mordred, le fils biologique de Roland et de Susannah. Mordred se transforme immédiatement en araignée géante et dévore Mia alors que Susannah échoue à l'éliminer, lui permettant ainsi de s'enfuir. Grandissant à un rythme accéléré et passant de la forme humaine à celle d'araignée suivant ses besoins, Mordred est retrouvé par Randall Flagg qui cherche à l'utiliser pour servir ses propres buts mais le magicien est piégé par l'enfant et connaît une fin atroce. 
De leur côté, Roland et Eddie font leurs adieux à John Cullum, non sans l'avoir auparavant chargé de fonder, avec l'aide d'Aaron Deepneau et de Moses Carver, la Tet Corporation qui sera chargée de protéger la rose dans notre monde. Les quatre pistoleros sont finalement réunis et poursuivent leur chemin dans la contrée de Tonnefoudre, tout en étant discrètement suivis par Mordred, arrivant au camp de Briseurs de Devar-Toi. Celui-ci est aux mains d'agents du Roi Cramoisi qui sont chargés de surveiller des Briseurs, dont le but est de détruire, grâce à leurs facultés psychiques, les rayons maintenant la Tour sombre. Les pistoleros sont alors contactés par trois Briseurs désireux de les aider, Ted Brautigan, Dinky Earnshaw et Sheemie, un vieil ami de Roland. Ensemble, ils établissent un plan pour prendre le camp d'assaut et parviennent à le libérer mais Eddie reçoit une blessure mortelle à la fin de la bataille. 
Prenant juste le temps de pleurer leur ami, Roland et Jake se rendent dans le Maine pour sauver la vie de Stephen King, le succès de leur quête dépendant en partie de la survie de l'écrivain. Ils arrivent au moment où l'auteur est sur le point de se faire écraser par une camionnette et Jake le pousse hors de la route du véhicule juste à temps, se faisant écraser à sa place. Roland, le cœur brisé par la mort de Jake qu'il considérait comme son propre fils, repasse avec Ote la porte entre New York et Fedic pour retrouver Susannah, non sans avoir auparavant rendu visite à la Tet Corporation. 
Voyageant pendant des semaines à travers des terres gelées, les trois survivants du ka-tet arrivent à La Ronde, village dont le seul habitant, Joe Collins, leur fait bon accueil. Mais il s'agit en fait d'un vampire psychique et seule la prise de conscience de ce fait par Susannah permet à Roland de survivre. Après avoir tué Collins, ils trouvent un jeune homme, Patrick Danville, qui était retenu prisonnier. Celui-ci est un dessinateur extraordinaire dont les dessins ont la capacité de devenir réalité. Quand elle s'aperçoit de son don, Susannah lui demande de dessiner pour elle une porte qui la ramènera à New York et quitte Roland et Ote après leur avoir fait ses adieux.
Peu après, Roland est finalement attaqué par Mordred mais est sauvé par l'intervention et le sacrifice de Ote qui lui donne le temps nécessaire de se ressaisir et de tuer Mordred. Roland et Patrick finissent par atteindre la Tour qu'ils trouvent occupée par le Roi Cramoisi, enfermé sur un des balcons de l'édifice et devenu fou. Après une longue impasse, Patrick dessine le Roi Cramoisi puis efface son dessin, mettant ainsi fin à l'existence du dément. Roland est alors libre de pénétrer dans la Tour, ce qu'il fait en prononçant les noms de tous ses camarades disparus.
Susannah est quant à elle arrivée dans un New York des années 1980 d'un monde alternatif, monde dans lequel elle retrouve des doubles de Eddie et de Jake (et même de Ote sous la forme d'un chien un peu spécial) et, ensemble, ils vont commencer une nouvelle vie. 
Roland monte jusqu'au sommet de la Tour, passant devant diverses salles où il voit des signes de son passé. Il parvient finalement devant une porte où est marqué son nom et, en la franchissant, réalise qu'il a déjà fait cela nombre de fois. En effet, répéter sans fin son existence, sans jamais s'en souvenir, à partir du moment où il poursuit l'homme en noir est sa punition pour sa quête obsessionnelle de la Tour et tous ses pêchés commis en ce nom. Mais, cette fois-ci et parce qu'il devient à chaque fois plus humain et réalise de plus en plus les valeurs de l'amour et de l'amitié, Roland a en sa possession le Cor d'Eld, laissant, peut-être, présager que la quête qu'il s'apprête une fois de plus à recommencer sera la dernière. Et il part sur la trace de l'homme en noir. La boucle est bouclée.

## Accueil et distinctions
Le roman est resté huit semaines (dont trois semaines à la première place) sur la New York Times Best Seller list, y apparaissant directement à la première place le 10 octobre 2004. 
Il a remporté le prix British Fantasy en 2005 et a été nommé la même année au prix Locus du meilleur roman de fantasy (terminant à la quatrième place) et au prix Bram Stoker du meilleur roman.